# Martina Bick
Martina Bick (* 1956 in Bremen) ist eine deutsche Schriftstellerin und Musikwissenschaftlerin.

## Leben
Bick studierte Historische Musikwissenschaft, Philosophie, Gender Studies und Germanistik an der Westfälischen Wilhelms-Universität in Münster und an der Universität Hamburg. Seit Anfang der 1990er Jahre schreibt sie Kurzgeschichten, Romane und Kriminalromane.
Seit 1996 arbeitet sie bei der Hochschule für Musik und Theater Hamburg.
2005 schloss sie ein Studium in den Fächern Historische Musikwissenschaft, Neuere deutsche Literatur und Gender-Studies an der Universität Hamburg mit dem Magisterexamen ab.
Bick schreibt auch unter dem Pseudonym Klara Winterstein und lebt in Hamburg.

## Auszeichnungen
- 2001 Nordfälle-Preis, dadurch Krimistadtschreiberin in Flensburg

## Werke
- als Hrsg.: Warum sollen wir Dicken uns dünne machen? Klage gegen den Schlankheitsterror. Sachbuch. Rowohlt, Reinbek 1980, ISBN 3-499-14729-7.
- Unscharfe Männer. Kriminalroman. Droemer Knaur, München 1993, ISBN 3-426-65027-4.
- als Hrsg. zus. mit Thorwald Proll: Die schönste Jugend ist gefangen: Freiheit für Irmgard Möller in Lyrik und Prosa. 1994.
- Mörderischer Advent. Tödliche Ostern.  Kriminalroman. Droemer Knaur, München 1995, ISBN 3-426-67093-3.
- Tödliche Prozession. Kriminalroman. Droemer Knaur, München 1996, ISBN 3-426-67106-9.
- Die Tote am Kanal. Kriminalroman. Droemer Knaur, München 1996, ISBN 3-426-67077-1.
- Mordsee. Kriminalroman. Droemer Knaur, München 1997, ISBN 3-426-67110-7.
- Puppen lügen nicht. Kriminalroman. Droemer Knaur, München 1998, ISBN 3-426-65147-5.
- Die Landärztin. Roman. Ullstein, München 2000, ISBN 3-548-24784-9.
- als Hrsg. zus. mit Tatjana Kruse: Mordsgewichte. Anthologie. 2000.
- Blutsbande. Kriminalroman. Argument-Verlag, Hamburg 2001, ISBN 3-88619-860-X.
- Neues von der Landärztin. Roman. Ullstein, München 2001, ISBN 3-548-25172-2.
- Die Spur der Träume. Historischer Kriminalroman. Ullstein, Berlin 2001, ISBN 3-89834-010-4.
- Heute schön, morgen tot. Kriminalroman. Argument-Verlag, Hamburg 2002, ISBN 3-88619-868-5.
- Die Winterreise. Anthologie. Gerstenberg, Hildesheim 2004, ISBN 3-8067-2554-3.
- unter dem Pseudonym Klara Winterstein: Beginenhochzeit. Historischer Roman. Ullstein, Berlin 2010, ISBN 978-3-548-28168-1.
- Weihnachten auf dem Lande. Roman. Rütten & Loening, Berlin 2013, ISBN 978-3-352-00872-6.
- zus. mit Margret Storck: Provenzalische Begegnungen. Ed. Contra-Bass, Hamburg 2014, ISBN 978-3-943446-17-3.
- Liebe auf den zweiten Blick. Roman. Rütten & Loening, Berlin 2015, ISBN 978-3-352-00679-1.
- Ebba Agnes Simon und ihre Familie: „Tue Gutes und sprich nicht darüber“. Jüdische Miniaturen. Hentrich & Hentrich, Berlin 2016, ISBN 978-3-95565-183-1.
- Tod im Priel. Kriminalroman. Emons, Köln 2017, ISBN 978-3-7408-0041-3.
- Musikerinnen in der Familie Mendelssohn. Jüdische Miniaturen. Hentrich & Hentrich, Berlin 2017, ISBN 978-3-95565-196-1.
- Musikerinnen um Gustav Mahler. Jüdische Miniaturen. Hentrich & Hentrich, Berlin 2020. ISBN 978-3-95565-414-6.